# Maria Thulin
Maria Eva Christina Thulin, tidigare Kindblom, född 4 mars 1964 i Upplands Väsby, är en svensk författare.
Maria Thulin, som är utbildad journalist, är delupphovsperson till ett flertal guideböcker och medförfattare till bland annat tv-serien Gynekologen i Askim (tilldelades tv-priset Kristallen 2008 som Årets bästa dramaproduktion), långfilmen Allt om min buske och barnböckerna om Hetty för Bonnier Carlsen Bokförlag. Hon har ofta samarbetat med Johan Kindblom respektive Martina Bigert.

## Filmografi
- 2007 - Allt om min buske
- 2007 - Gynekologen i Askim
- 2011 - Gynekologen i Askim
- 2018  - Systrar 1968